# 社会主義の20世紀
社会主義の20世紀（しゃかいしゅぎのにじっせいき）は1990年の4月から12月にかけて、NHK総合テレビの『NHKスペシャル』枠で、月1回のペースで放送された特別番組。

## 概要
1989年から1990年にかけて、ベルリンの壁崩壊、東欧諸国の民主化、東西ドイツ統合など世界を揺るがす大事件が起こっていた。これらをうけて20世紀世界を2分した社会主義をテーマに制作された、大型連続企画である。
「社会主義はなぜ崩壊したのか?」という切り口で、主にソ連型社会主義について、その成立と発展、各国の状況や問題点をプロローグ編1回と本編8回の合計9回にわたって放送。シリーズには東欧諸国のほか、ソ連の影響を強く受けたキューバやベトナムも含まれている。一方、ソ連とは別に独自の社会主義国家を築くに至った中国や北朝鮮は扱われていない。
キャスターや司会者を置かず、記録映像・現地取材・当事者へのインタビュー・ナレーションのみで構成された。重いテーマかつ重厚で骨太なドキュメンタリー番組だったにもかかわらず、当時の東西冷戦終結の流れと相まって視聴者の関心は高く、「社会主義の没落と失敗」に対する反論本が日本共産党から出版されるなど、大きな反響を呼んだ。

## 放送リスト
| 放送回     | サブタイトル              | 放送日   | 内容                                   |
| ---------- | ------------------------- | -------- | -------------------------------------- |
| プロローグ | 大いなる実験              | 4月22日  | 社会主義の概要と総括                   |
| 第1回      | 守護の壁 恥辱の壁         | 5月27日  | ベルリンの壁建設の背景・東ドイツの崩壊 |
| 第2回      | バルトの悲劇              | 6月24日  | バルト三国併合と再独立の経緯           |
| 第3回      | 一党独裁の崩壊            | 7月29日  | ソビエト共産党指導体制の限界           |
| 第4回      | カストロの選択            | 8月26日  | キューバから見た冷戦・大国のエゴ       |
| 第5回      | ポーランド市民革命        | 9月30日  | 連帯10年の軌跡・苦渋の戒厳令           |
| 第6回      | おしつぶされた改革        | 10月28日 | プラハの春の挫折                       |
| 第7回      | ベトナム戦争 15年目の真実 | 11月25日 | ベトナム戦争の実態                     |
| 第8回      | 歴史の空白は埋まるか      | 12月23日 | 粛清の真実                             |

## 主な出演者
- ユーリ・アファナーシェフ（プロローグ）
- ギュンター・シャボフスキー（第1回）
- ロイ・メドヴェージェフ（第3回、第8回）
- ヴォイチェフ・ヤルゼルスキ、レフ・ワレサ（第5回）
- アレクサンデル・ドゥプチェク（第6回）
- ヴォー・グエン・ザップ（第7回）

## テーマ曲
オットリーノ・レスピーギ作曲 「変容 作品169」

## 視聴方法
現在までDVD、VHSによるソフト化はされていない。その他、各地のNHK放送局に常設されているNHK番組公開ライブラリーまで出向けば、無償で視聴可能となっている（同施設に設置されている映像端末での分類ジャンルは「NHKスペシャル」→「大型・シリーズ番組」）。NHKオンデマンド（PC向け配信と一般テレビ受像機向け配信の二種類あり、月額一括での有償契約、もしくは番組一回あたりの有償視聴により自宅で番組鑑賞できるサービス形態）のラインナップには現在含まれていない。

## 関連書籍
- NHKスペシャル社会主義の20世紀シリーズ全6巻（日本放送出版協会）
  - 守護の壁・恥辱の壁 東ドイツ・反革命か民衆蜂起か ハンガリー ISBN 978-4-14-008731-2
  - バルトの悲劇 ソ連・一党独裁の崩壊 ソ連 ISBN 978-4-14-008732-9
  - 「連帯」10年の軌跡 ポーランド・おしつぶされた改革 チェコスロバキア ISBN 978-4-14-008733-6
  - 歴史の空白は埋まるか ソ連 ISBN 978-4-14-008734-3
  - カストロの選択 キューバ・南北統一・15年目の真実 ベトナム ISBN 978-4-14-008735-0
  - 証言で綴る20世紀社会主義 ISBN 978-4-14-008776-3
- 「社会主義の20世紀」の真実-NHKスペシャル批判 （日本共産党中央委員会出版局、日本共産党ブックレット19） ISBN 978-4-530-04308-9